# Японски езици
Японските езици са езиково семейство, включващо японския език и говорените на островите Рюкю рюкюйски езици, най-разпространен от които е окинавският. Произходът и връзките на японските езици не са напълно изяснени, като различни автори ги смятат или за изолирана група, или за част от алтайските езици.